# Gesellschaft für Ökologie
Die Gesellschaft für Ökologie für Deutschland, Schweiz und Österreich (GfÖ) (Eigenbezeichnung: GfÖ - The Ecological Society of Germany, Austria and Switzerland) ist die Fachgesellschaft zur Förderung der wissenschaftlichen Ökologie im deutschsprachigen Raum. Die Gesellschaft ist weltweit die drittgrößte wissenschaftliche Gesellschaft aus dem Bereich der Ökologie nach der Ecological Society of America und der Britisch Ecological Society.

## Ziele der Gesellschaft
- Förderung der grundlagen- und anwendungsbezogenen ökologischen Forschung
- Unterstützung der Zusammenarbeit aller ökologischen Disziplinen
- Verbesserung des wissenschaftlichen Austauschs der Ökologen im deutschsprachigen Raum und darüber hinaus
- Unterstützung der ökologischen Ausbildung an Universitäten und anderen Einrichtungen der höheren Bildung
- Förderung der Anwendung und Umsetzung von Wissen und Methoden der Ökologie in der Praxis
- Vertretung ökologischer Belange in der Öffentlichkeit

Dafür veranstaltet die Gesellschaft jährlich eine Tagung mit Workshops, verleiht Förderpreise, gibt die internationale Fachzeitschrift Basic and Applied Ecology heraus und schreibt Stellungnahmen wie zum Beispiel zu neuer Gentechnik (2023), zum Biodiveristätsverlust (2022) oder zu den nachhaltigen Entwicklungszielen der Vereinten Nationen (2015).

## Jahresversammlung und Vernetzung
Die Jahresversammlung der GfÖ gehört zu den bedeutendsten und umfangreichsten Fachtagungen für Ökologie im deutschsprachigen Raum. Seit 1972 veranstaltet die GfÖ jährlich diese fünftägige Tagungen in verschiedenen Universitäten in Deutschland. Ein Tag wird für ökologische Exkursionen ins Umland genutzt. Die Konferenzen stehen unter einem Tagungsmotto, das aktuelle Diskurse in der naturwissenschaftlich-ökologischen Forschung widerspiegelt. Schwerpunkte liegen auf der terrestrischen Ökologie inklusive Limnologie. Die größte Tagung fand mit über 1000 Teilnehmenden 2023 in Leipzig statt.
Die Gesellschaft ist Mitglied im Deutschen Nationalkomitee Biologie, des Verbands Biologie, Biowissenschaften und Biomedizin (VBiO), des Dachverbandes Agrarforschung (DAF), der Europäischen Ökologischen Föderation (EEF) und der Internationalen Gesellschaft für Ökologie (INTECOL).

## Publikationen
Die Gesellschaft für Ökologie gibt seit 2000 die internationale Fachzeitschrift Basic and Applied Ecology (Elsevier) heraus. Informationen für Mitglieder werden in den zweimal jährlich erscheinenden Nachrichten der GfÖ verbreitet. Die Publikation Verhandlungen der Gesellschaft für Ökologie (ISSN 0171-1113) boten 1972 bis 2000 Artikel oder Kurzfassungen der Vorträge und Poster der Jahrestagungen. Ein langjähriger Herausgeber war Jörg Pfadenhauer (1987–2000).

## Arbeitskreise
Viele Aktivitäten der GfÖ werden durch Arbeitskreise getragen. Diese Arbeitskreise spiegeln das weite Spektrum ökologischer Themen innerhalb der GfÖ wider: Die Arbeitskreise wie Populationsbiologie der Pflanzen oder Makroökologie veranstalten zusätzlich eigene kürzere Fachtagungen.
- Agrarökologie (seit 2021)
- Bodenökologie (seit 2002)
- Computational Ecology
- Makroökologie
- Naturschutz und Renaturierungsökologie (seit 2015)
- Ökosystemforschung (seit 1998)
- Populationsbiologie der Pflanzen (seit 1988)
- Stadtökologie
- Trockengebiete
- Umweltbildung
- Waldökologie (seit 2012)
- Young Modellers in Ecology (seit 2005)

## Geschichte
Die Gesellschaft wurde 1970 in Gießen von 18 Ökologinnen und Ökologen als Arbeitsgemeinschaft für Ökologie gegründet. Darunter befanden sich Heinz Ellenberg, Wolfgang Haber, Lore Steubing, Heinrich Walter und Otti Wilmanns. 1972 lud die erste Präsidentin, Lore Steubing, zur ersten Tagung an ihre Universität in Gießen. 1973 wurde die AG als Gesellschaft für Ökologie im Vereinsregister aufgenommen. Nach intensiven Diskussionen wurde die Gesellschaft Anfang der 2000er zu einer internationalen Fachgesellschaft entwickelt und nicht zu einer naturschutzorientierten nationalen Interessenvertretung. Das bedeuteted unter anderem, dass die englischsprachige Fachzeitschrift Basic and Applied Ecology etabliert wurde sowie die Fachtagungen auf Englisch umgestellt wurden.
| Name                         | Universität/Institut                                         |
| ---------------------------- | ------------------------------------------------------------ |
| Reinhard Bornkamm (†)        | Berlin                                                       |
| Heinz Ellenberg (†)          | Göttingen                                                    |
| Herr Ernst                   |                                                              |
| Gisbert Große-Brauckmann (†) | Darmstadt                                                    |
| Wolfgang Haber               | München-Freising                                             |
| Hans-Dieter Knapp            | Halle                                                        |
| Karl-Heinz Kreeb             |                                                              |
| Herr Kunze                   |                                                              |
| Walter Larcher               | Innsbruck                                                    |
| Wilhelm Lötschert (†)        | Frankfurt                                                    |
| Herr Meyer                   |                                                              |
| Hans Jürgen Overbeck (†)     | Max-Planck-Institut für Limnologie, Plön, Schleswig-Holstein |
| Karl-Friedrich Schreiber (†) | Münster                                                      |
| Lore Steubing (†)            | Gießen                                                       |
| Heinrich Walter (†)          | Stuttgart-Hohenheim                                          |
| Otti Wilmanns (†)            | Freiburg                                                     |
| Herr Winkler                 |                                                              |
| Georg Vieweg                 |                                                              |

| Name                     | Universität/Institut | Zeitraum  |
| ------------------------ | -------------------- | --------- |
| Christian Ammer          | Göttingen            | seit 2019 |
| Volkmar Wolters          | Gießen               | 2005–2019 |
| Jörg Pfadenhauer         | Weihenstephan        | 2000–2005 |
| Robert Guderian          | Essen                | 1996–1999 |
| Wilhelm Kuttler          | Duisburg-Essen       | 1993–1996 |
| Wolfgang Haber           | Weihenstephan        | 1979–1990 |
| Karl-Friedrich Schreiber | Münster              | 1976–1979 |
| Paul Müller              | Saarbrücken          | 1972–1976 |
| Lore Steubing            | Gießen               | 1970–1972 |

## GfÖ-Ehrenmedaille
Diese Auszeichnung geht an Personen mit einem herausragenden Beitrag zur wissenschaftlichen Ökologie.
| Jahr | Name             | Ort der Universität |
| ---- | ---------------- | ------------------- |
| 2024 | Christian Körner | Basel, CH           |
| 2023 | Sandra Lavorel   | Grenoble, F         |
| 2022 | Nina Buchmann    | Zürich, CH          |
| 2021 | Teja Tscharntke  | Göttingen, D        |
| 2020 | Bernhard Schmid  | Zürich, CH          |